# 七间楼
七间楼又名“恩褒双节”门坊，位于安徽省黄山市歙县东郊桂林镇江村，已列为歙县文物保护单位。
七间楼是一座节孝坊，建于明崇祯六年（1633年），清乾隆二十八年（1763）重修。上题“旌表故民江岩龙妻方氏暨万氏”， “恩褒双节”，“大明崇祯六年岁在癸酉三月吉立”。该坊旌表商人江岩龙妻方氏和妾万氏在丈夫客死湖北后双双守节，养育万氏遗腹子江应全长大。江应全后为光禄寺署丞，独资建上路街节烈祠，本人又作为孝子受表彰建孝子牌坊，已不存。
七间楼砖雕门楼为四柱五楼式，枋梁柱、枋上有彩绘图案雕刻，极为精细。内部为二进三开间，二层楼。